# Сыромятникова, Анна Семёновна
Анна Семёновна Сыромятникова (31 июля 1923, Вятская губерния, РСФСР, СССР — 29 мая 2007, Екатеринбург, Россия) — русская вырубщица обувного производственного объединения «Уралобувь» Министерства лёгкой промышленности РСФСР города Свердловск. Герой Социалистического Труда (1966).

## Биография
Родилась 31 июля 1923 года в Вятской губернии. По национальности — русская.
Став сиротой в двенадцать лет, Сыромятникова поступила работать на стройку помощницей табельщицы, но 1947 год для девушки стал знаковым. Сыромятникова устроилась на фабрику «Уралобувь» в городе Свердловск. Работала там подсобным рабочим штамповочного цеха. Спустя год стала учеником вырубщика деталей низа обуви из спецкартона, кожкартона и резины, а после обучения встала на разруб пол, воротков. Вскоре ей было разрешено производить вырубку самых ответственных деталей для низа обуви, подошв, задников, набоек и стелек из высокостоящих чепраков.
Приобретя большой опыт, Сыромятникова выработала свой метод разруба, дающий высокую экономию кожтоваров. Неоднократно участвовала во Всесоюзном социалистическом соревновании вырубщиков, где одерживала победы, делясь взаимным опытом с передовиками различных обувных предприятий.
Избиралась депутатом Свердловского областного Совета депутатов трудящихся.
С начала 1990-х годов проживала в Свердловске.
Умерла 29 мая 2007 года. Похоронена на Северном кладбище Екатеринбурга.

## Звания и награды
- Герой Социалистического Труда (Указом Президиума Верховного Совета СССР от 9 июня 1966 года за выдающиеся заслуги и выполнении заданий семилетнего плана и достижение высоких технико-экономических показателей по производству тканей, трикотажу, обуви, швейных изделий и другой продукции лёгкой промышленности Сыромятниковой Анна Семёновне присвоено звание Героя Социалистического Труда с вручением ордена Ленина и золотой медали «Серп и Молот»).
- Орден Ленина (9 июня 1966).

## Издательства
- Очерки истории Свердловска, 1723—1973. — Сред.-Уральск. кн. изд-во, 1973. — 428 с.
- Советские профсоюзы. — Профиздат., 1968. — 644 с.